# スヴァ・レカの虐殺
スヴァ・レカの虐殺は、コソボ紛争中の1999年、NATOによるユーゴスラビア空爆が続く中で、セルビア内務省の特殊警察部隊によってアルバニア人の住民に対して行われた虐殺事件である。
事件は1999年3月26日に発生した。ピザ店に2個の手榴弾が投げ込まれ、爆発により中にいた50人が死亡した。犠牲者のうち49人はベリシャファミリーのメンバーであり、また14人の子供・2人の赤ん坊・妊婦や100歳の女性も含まれていた。犠牲者の中には爆発直後は生きていたが特殊警察部隊にとどめを差された者もあった。
セルビアの戦争犯罪検察官は、セルビア内務省特殊警察部隊の隊員を含む、警察官8人を虐殺容疑で訴追した。検察側の主要な証人には、このアルバニア人虐殺と死体の搬送に関して詳述した警察官がいる。セルビアで被害者の集団墓地が発見された3年後に、調査が開始された。